# Daniela Movileanu
Daniela Movileanu (Focșani, 2 dicembre 1996) è una scacchista italiana di origine romena, Maestro FIDE Femminile, Campionessa italiana femminile nel 2015 e nel 2016.

## Biografia
Trasferitasi in Italia, a Roma, a otto anni, si è avvicinata agli scacchi grazie ad un corso organizzato dalla sua scuola elementare. Se ne è quindi appassionata dopo aver visto un documentario sulla vita di Bobby Fischer.
Nel 2014 diviene Maestro FIDE Femminile.
Ha un Bachelor of Arts in affari internazionali con un minor in filosofia ottenuto presso la John Cabot University nel 2019 ed ha un Master of Science in migrazioni internazionali e politiche pubbliche conferito dalla London School of Economics and Political Science nel 2020.
Ad aprile 2021 è tirocinante nella Commissione per le libertà civili, la giustizia e gli affari interni del Parlamento europeo.

## Risultati principali

### Giovanili e juniores
Ha preso parte ai Mondiali giovanili femminili di Adalia-Kemer 2009 (U14, 37ª, 5 vittorie, 2 patte e 4 sconfitte), di Caldas Novas 2011 (U16, 22ª, +4 =3 -2) e Maribor 2012 (U16, 59ª, +2 =7 -2).
È del 2015 la sua partecipazione al Mondiale juniores femminile di Chanty-Mansijsk (U20, 30ª, +5 =2 -6)
A livello nazionale è stata Campionessa italiana femmine U14 nell'edizione di Courmayeur 2009 e U16 femminile a Porretta Terme 2011 e a Ragusa 2012.

### Eventi individuali
Ha vinto il Campionato italiano femminile nel 2015 e nel 2016, ha inoltre ottenuto un bronzo nel 2020, edizione disputata online a causa della Pandemia di Covid-19.
Ha partecipato all'europeo femminile individuale nelle edizioni di Mamaia 2016 (73ª, +4 =2-5) e Riga 2017 (111ª, +2 =5 -4).

### Eventi a squadre

#### Nazionale
Con la rappresentativa azzurra femminile ha preso parte alle Olimpiadi di Baku 2016 (3ª scacchiera, +3 =2 -4, 24º posto individuale, 35° di squadra) e a quelle di Batumi 2018 (riserva, +3 =2 -1, non abbastanza partite per entrare nella classifica individuale, 49° di squadra).
Ha inoltre rappresentato l'Italia nei Campionati europei a squadre di Reykjavík 2015 (4ª scacchiera, +2 =3 -3, 16º posto individuale, 8° di squadra) e Batumi 2019 (5ª scacchiera, +5 =1 -1, 2º posto individuale, 15° di squadra).

#### Club
È stata Campionessa a squadre nel femminile Under 16, nell'edizione di Palermo 2008.

## Autrice
È coautrice di Gioco & filosofia per i tipi della tab edizioni.